# Martin Kamen
Martin David Kamen (27.8.1913, Toronto – 31.8.2002), là nhà vật lý làm việc trong dự án Manhattan. Cùng với Sam Ruben, ông đã khám phá ra đồng vị cacbon-14 ngày 27.2. 1940 ở Phòng thí nghiệm quốc gia Lawrence Berkeley tại Berkeley.

## Tiểu sử
Kamen sinh ngày 27.8.1913 tại Toronto, Canada, là con của một gia đình người Nga nhập cư. Ông lớn lên ở Chicago, Hoa Kỳ. Ông học ở Đại học Chicago, đậu bằng cử nhân hóa học năm 1933 và bằng tiến sĩ hóa lý năm 1936. Sau đó ông xin làm nhà nghiên cứu hóa học và vật lý hạt nhân dưới sự dẫn dắt của Ernest Lawrence ở Phòng thí nghiệm quốc gia Lawrence Berkeley, nơi ông làm việc không hưởng lương trong 6 tháng đầu, rồi mới được nhận vào làm giám thị việc chuẩn bị và phân phối các sản phẩm của máy gia tốc. Việc phát hiện cacbon-14 diễn ra ở Phòng thí nghiệm này khi Kamen và Samuel Ruben bắn phá than chì trong máy gia tốc với hy vọng là sẽ sản xuất được đồng vị phóng xạ của cacbon để có thể dùng làm chất phóng xạ đánh dấu trong nghiên cứu phản ứng hóa học ở quá trình quang hợp. Thí nghiệm của họ đã dẫn tới kết quả là sản xuất được cacbon-14.
Năm 1943, Kamen vào làm việc trong Dự án Manhattan ở Oak Ridge, Tennessee, nơi ông làm việc trong thời gian ngắn rồi trở lại Phòng thí nghiệm bức xạ Berkeley. Năm 1945 ông bị sa thải vì bị cáo buộc đã tiết lộ các bí mật về vũ khí hạt nhân cho Liên Xô. Trong một thời gian, ông đã không thể kiếm được việc làm hợp với khả năng, rồi sau đó được Arthur Compton thuê để điều chiển chương trình máy gia tốc ở trường y học của Đại học Washington tại St. Louis, Missouri. Kamen đã chỉ dẫn cho phân khoa cách sử dụng các chất phóng xạ đánh dấu trong nghiên cứu. Các quan tâm của ông dần dần nghiêng sang ngành hóa sinh.
Năm 1957, ông chuyển tới Đại học Brandeis ở Massachusetts; tới năm 1961 ông chuyển sang Đại học California tại San Diego, nơi ông làm việc cho tới khi nghỉ hưu năm 1978.

## Công trình khoa học
Việc bắn phá các vật liệu có hạt trong máy gia tốc xiclotron đã sản xuất được những đồng vị phóng xạ như cacbon-14. Sử dụng cacbon-14, thì thứ tự của các diễn tiến trong các phản ứng sinh hóa có thể được làm sáng tỏ, chỉ rõ các tiền chất của một sản phẩm sinh hóa đặc biệt, tiết lộ mạng lưới các phản ứng tạo thành cuộc sống. Kamen được qui cho công xác định rằng mọi oxy phát ra trong quá trình quang hợp đều đến từ nước chứ không từ cacbon dioxide. Ông cũng nghiên cứu vai trò của molybdenum trong cố định đạm sinh học, môn hóa sinh của các cytochrome và vai trò của chúng trong quá trình quang hợp và trao đổi chất, vai trò của sắt trong các hoạt động của các hợp chất porphyrin trong thực vật và động vật, cùng sự trao đổi calci trong những u ung thư.

## Vụ việc gây tranh cãi

### Các cáo buộc hoạt động gián điệp cho cộng sản
Kamen là nạn nhân bị nhắm vào trong thời kỳ phong trào chống cộng ở Mỹ lên cao vào thập niên 1940 và 1950. Ông đã mô tả các kinh nghiệm của mình trong quyển tư truyện Radiant Science, Dark Politics. Lần đầu tiên ông bị nghi ngờ khi làm việc tại Oak Ridge. Là một nhà điều khiển máy gia tốc tạo ra natri phóng xạ cho một thí nghiệm, và Kamen đã rất ngạc nhiên thấy rằng natri tổng hợp có một ánh sáng màu tím, cho thấy nó phóng xạ mạnh hơn là được sản xuất trong một máy gia tốc. Ngay lập tức Kamen nhận ra là natri đã được bức xạ trong một lò phản ứng hạt nhân ở chỗ nào đó trong cơ sở này. Do tình trạng giữ bí mật thời chiến tranh, ông đã không nhận thức được sự tồn tại của lò phản ứng. Ônghào hứng nói với các đồng nghiệp về khám phá của mình. Ngay sau đó, người ta đã làm một cuộc điều tra để tìm ra người đã bị rò rỉ những thông tin cho Kamen biết.
Sau khi trở lại Phòng thí nghiệm quốc gia Lawrence Berkeley, Kamen đã gặp 2 viên chức người Nga trong một buổi tiệc liên hoan của người bạn - nhạc sĩ vĩ cầm Isaac Stern - người mà đôi khi ông chơi viola đệm cho trong những buổi tối chơi nhạc thính phòng cho bạn bè. Hai người Nga nói trên là Grigory Kheifets và Grigory Kasparov, các sĩ quan KGB được bố trí làm việc ở lãnh sự quán Liên Xô ở San Francisco. Một người đã yêu cầu Kamen hỗ trợ để cho người bạn đồng nghiệp của anh ta được điều trị bức xạ cho ung thư bạch cầu. Kamen đã hỏi giùm tin tức, và để cảm ơn, viên chức kia đã mời ông ăn tối tại một nhà hàng địa phương. Hậu quả của vụ việc ở Oak Ridge, là Kamen bị các nhân viên FBI tiếp tục theo dõi, họ quan sát thấy trong bữa ăn tối ngày 1.7.1944, Kamen bị tình nghi là đã thảo luận việc nghiên cứu nguyên tử với Kheifets. Ngay sau đó Kamen bị sa thải khỏi Phòng thí nghiệm Berkeley.
Năm 1948 House Committee on Un-American Activities (Ủy ban điều tra các hoạt động chống Hoa Kỳ của Hạ viện Mỹ) đã gọi Kamen tới làm chứng. Một cuộc điều tra của Hạ viện Hoa Kỳ đã xác minh là Kheifets có nhận classified information (thông tin mật) liên quan tới các kho dự trữ urani từ Kamen. Sau đó, Bộ Ngoại giao Hoa Kỳ đã từ chối cấp hộ chiếu cho ông. Năm 1951 toà án Chicago gọi ông là một người tình nghi làm gián điệp. Kamen đã tìm cách tự tử. Sau nỗ lực 10 năm chứng minh là mình vô tội, và chứng minh rằng mình bị ghi vào danh sách đen vô cớ như một người gây nguy hiểm cho an ninh. Năm 1955 ông đã thắng vụ kiện phỉ báng chống lại tòa án và lại được cấp hộ chiếu.

## Từ trần
Martin Kamen qua đời ngày 31.8.2002 ở Montecito (Santa Barbara) California, thọ 89 tuổi. Ông là người cư ngụ ở nhà dưỡng lão Casa Dorinda lâu nhất, và rất được ngưỡng mộ, yêu mến vì luôn giúp đỡ các người khác.

## Giải thưởng
- Giải Enrico Fermi (1995)
- Giải Khoa học thế giới Albert Einstein (1989).

## Tác phẩm
Kamen, Martin D. Radiant Science, Dark Politics: A Memoir of the Nuclear Age, Foreword by Edwin M. McMillan, Berkeley: University of California Press, 1985. ISBN 0-520-04929-2